# کرین ویلبر
کرین ویلبر (انگلیسی: Crane Wilbur؛ ۱۷ نوامبر ۱۸۸۶ – ۱۸ اکتبر ۱۹۷۳) یک کارگردان اهل ایالات متحده آمریکا بود.